# Autokanibalismus

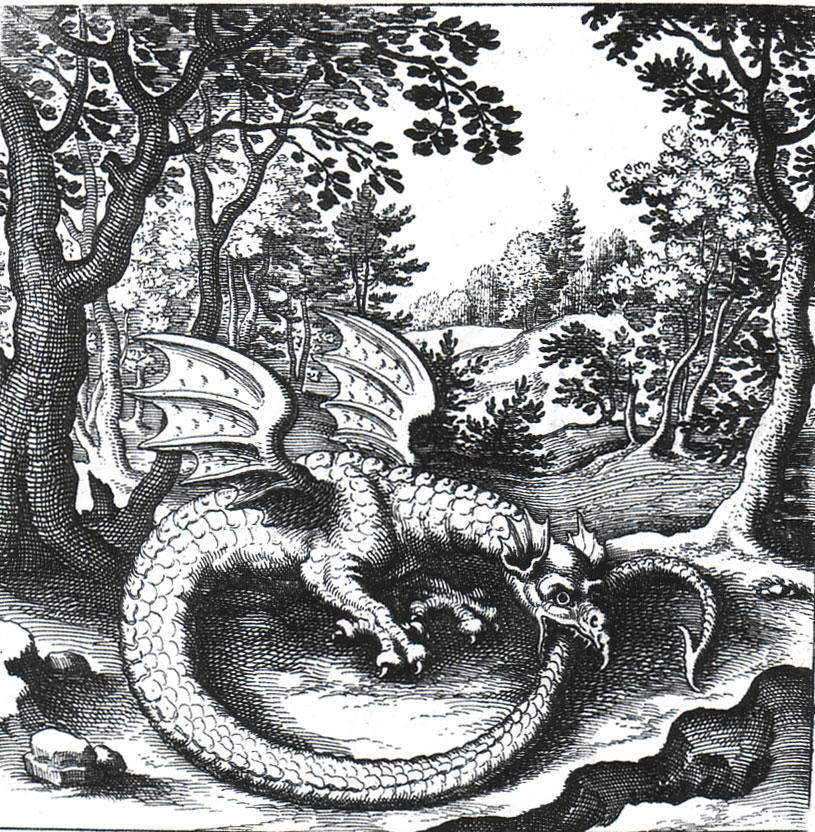
Uroboros požírající vlastní ocas

Autokanibalismus je druh kanibalismu, kdy jedinec pojídá sám sebe nebo části svého vlastního těla. Podobným procesem je autofagie, která probíhá u buněk. U lidí jsou projevy autokanibalismu např. sání vlastní krve, či pojídání vlastního tuku, kůže či svalů apod. Je považován za psychickou poruchu, ale není sám o sobě trestným činem. V přírodě je autokanibalismus znám např. u cvrčkovitých.